# Alessio Caruso
Alessio Caruso (Bologna, 1º luglio 1961) è un attore italiano.

## Biografia
Nato a Bologna, ha recitato in numerose fiction: nel 2007 ne Il capo dei capi con la regia di Enzo Monteleone e Alexis Sweet e nel 2010 in Squadra antimafia - Palermo oggi con la regia di Beniamino Catena.
Nel 2003, nel 2009 e nel 2011 ha partecipato a tre distinte stagioni della televisiva Un medico in famiglia interpretando tre ruoli diversi: nella terza e sesta stagione, due personaggi minori senza nome; nella settima stagione, un personaggio minore di nome Raul.

## Filmografia

### Cinema
- Il ciclone - regia di Leonardo Pieraccioni (1996)
- Il caso Gadamer - regia di Vieri Franchini Stappo (1997)
- Toni - regia di Philomène Esposito (1999)
- Animali che attraversano la strada - regia di Isabella Sandri (2000)
- Arrivederci amore, ciao - regia di Michele Soavi (2006)
- Non prendere impegni stasera - regia di Gianluca Maria Tavarelli (2006)
- Dora - regia di Sergio Basso (2007)

### Televisione
- Il ricatto 2 - regia di Vittorio De Sisti (1991)
- Belle grand-mère - regia di Marion Sarraut
- Ultimo - L'infiltrato - regia di Michele Soavi (2004)
- De Gasperi - L'uomo della speranza - regia di Liliana Cavani (2005)
- Distretto di Polizia 6, regia Antonello Grimaldi – serie TV, episodio 6x01 e 6x02 (2006)
- R.I.S. 3 - Delitti imperfetti, regia di Alexis Sweet - serie TV, episodio 3x04 (2007)
- Il capo dei capi - regia di Enzo Monteleone e Alexis Sweet (2007) - Ruolo: Salvatore Inzerillo
- Squadra antimafia - Palermo oggi 2 - serie TV, 5 episodi (2010) - Ruolo: Danilo Montero/Gaetano Lipari
- Un medico in famiglia - di registi vari (2011) - Ruolo: Raul Gerardi
- Il delitto di via Poma - regia di Roberto Faenza (2011) - Ruolo: Claudio Cesaroni
- Nero Wolfe - episodio 1x03 (2012) - Ruolo: Edoardo Canale
- Un caso di coscienza 5, regia di Luigi Perelli, episodio 5x02 (2013)
- Liberi sognatori - La scorta di Borsellino, regia di Stefano Mordini - film TV (2018)
- L'ispettore Coliandro, regia dei Manetti Bros. – serie TV, episodio 8x02 (2021)
- Nero a metà, regia di Enrico Rosati - serie TV, episodio 3x07 (2022)